# Sur la route (film, 2012)
Cet article concerne le film de Walter Salles. Pour le film de Pema Tseden, voir Sur la route.
Pour les articles homonymes, voir Sur la route (homonymie).
Pour plus de détails, voir Fiche technique et Distribution.
Sur la route (On the Road) est un road movie franco-américano-canado-brésilien réalisé par Walter Salles, sorti en 2012. Il est adapté du roman du même nom de Jack Kerouac.

## Synopsis
Au lendemain de la mort de son père, Sal Paradise (Sam Riley), un apprenti écrivain new-yorkais, rencontre Dean Moriarty (Garrett Hedlund), un jeune ex-taulard au charme ravageur, amant de la très libre et très séduisante Marylou (Kristen Stewart). Entre Sal et Dean, l'entente est immédiate et fusionnelle. Décidés à ne pas se laisser enfermer dans une vie trop étriquée, les deux amis rompent leurs attaches et prennent la route avec Marylou. Assoiffés de liberté, les trois jeunes gens partent à la rencontre du monde, des autres et d'eux-mêmes.

## Fiche technique
- Titre original : On the Road
- Titre français : Sur la route
- Réalisation : Walter Salles
- Scénario : José Rivera d'après Sur la route de Jack Kerouac
- Direction artistique : Martin Gendron
- Décors : Carlos Conti
  - Décorateur de plateau : Francine Danis
- Costumes : Danny Glicker (en)
- Photographie : Éric Gautier
- Montage : François Gédigier
- Musique :  Gustavo Santaolalla
- Casting : Richard Hicks et David Rubin
- Production : Charles Gillibert, Nathanaël Karmitz et Rebecca Yeldham ; Patrick Batteux, Francis Ford Coppola et Jerry Leider (associé)
- Sociétés de production : MK2 Productions, Nomadic Pictures et VideoFilmes
- Sociétés de distribution :
- Budget : 25 000 000 dollars
- Pays d'origine :  France /  Canada /  États-Unis /  Brésil
- Langue originale : anglais
- Format : couleur - 35 mm - 2,35 : 1 - son Dolby numérique
- Genre : drame, aventures, road movie
- Durée : 140 minutes
- Public : tous publics
  - France, Suisse : 23 mai 2012 (Festival de Cannes 2012 et sortie nationale)
  - Belgique : 6 juin 2012
  - Brésil : 13 juillet 2012
  - États-Unis : 21 décembre 2012

## Distribution
|                                                                                   |  |  |
| Les actrices Kirsten Dunst et Kristen Stewart à la première du film au TIFF 2012. |  |  |

- Garrett Hedlund (V. F. : Adrien Antoine) : Dean Moriarty
- Sam Riley (V. F. : Damien Witecka) : Sal Paradise
- Kristen Stewart (V. F. : Noémie Orphelin) : Marylou
- Kirsten Dunst (V. F. : Marie-Eugénie Maréchal) : Camille
- Amy Adams (V. F. : Caroline Victoria) : Jane
- Viggo Mortensen (V. F. : Bernard Gabay) : Old Bull Lee
- Marie-Ginette Guay : Gabrielle Lévesque
- Tom Sturridge (V. F. : Donald Reignoux) : Carlo Marx
- Alice Braga : Terry
- Giselle Itié : Tonia
- Steve Buscemi (V. F. : Gérard Darier) : le client de Dean
- Elisabeth Moss (V. F. : Sylvie Jacob) : Galatea Dunkel
- Terrence Howard (V. F. : Boris Rehlinger) : Walter
- Patrick John Costello (V. F. : Jérémy Bardeau) : Chad King

Sources et légendes : Version française (V. F.),

## Production

### Genèse et développement
L'intérêt cinématographique du roman a commencé des les années 1950, au point même que Jack Kerouac voulait incarner le rôle de Sal et donner la réplique à Marlon Brando dans celui de Dean Moriarty. Francis Ford Coppola, Joel Schumacher et Gus Van Sant étaient intéressés à l'idée de réaliser le film.

### Choix des interprètes
Lorsque Francis Ford Coppola fut attaché au projet dans les années 1990, il voulait Ethan Hawke pour le rôle de Sal Paradise, Brad Pitt pour Dean Moriarty et Winona Ryder dans le rôle de Marylou. Johnny Depp s'est vu proposer le rôle de Dean mais a refusé.
Dans la version de Joel Schumacher, ce devait être Billy Crudup qui devait être engagé pour le rôle de Sal et Colin Farrell pour celui de Dean.
Lorsque Walter Salles fut engagé à la réalisation du film , il voulait à l'origine Joseph Gordon-Levitt pour le rôle de Sal, James Franco pour celui de Dean et Lindsay Lohan pour celui de Marylou. Il engagera finalement Sam Riley pour le rôle de Sal, après avoir vu sa performance dans Control tandis que Garrett Hedlund sera engagé pour le rôle de Dean et il choisira Kristen Stewart pour le rôle de Marylou après avoir vu sa performance dans Into the Wild.
Kirsten Dunst fut déjà engagée par Walter Salles pour jouer le rôle de Camille, six ans avant le tournage du film.

### Tournage
Le film a été tourné à Montréal, au Québec.

## Musique
- That's It de Gustavo Santaolalla.
- Disorder at the border par Coleman Hawkins et son orchestre.

## Réception

### Box-office
Sur la route a rencontré un échec commercial dès sa sortie en salles, rapportant 8 745 943 $ de recettes au box-office mondial, dont 705 921 $ rien qu'aux États-Unis après treize semaines à l'affiche, où il fut diffusé en sortie limitée dans quatre à soixante dix-sept salles selon les semaines de présence à l'affiche. En France, le film totalise 375 647 entrées où il fut diffusé dans 381 salles maximum, dont 156 860 entrées à Paris (diffusé dans 54 salles maximum).

### Accueil critique
Sur la route a rencontré un accueil critique mitigé dans les pays anglophones, recueillant 44 % d'avis favorables sur le site Rotten Tomatoes, basé sur 97 commentaires collectés et une note moyenne de 5.5⁄10 et un score de 54⁄100 sur le site Metacritic, basé sur 22 commentaires collectés. En France, le site Allociné lui attribue une note moyenne de 3.0⁄5, basé sur 22 commentaires collectés.

## Distinctions

### Récompenses
- Prix de l'adaptation en doublage 2012-2013 (catégorie « film en prises de vue réelles ») attribué à Claire Impens, pour l'adaptation française[8],[9].

### Nominations
- Festival de Cannes 2012 : En compétition pour la Palme d'or

## Autour du film

Accessoires du film exposés au Musée des lettres et manuscrits de Paris, en 2012
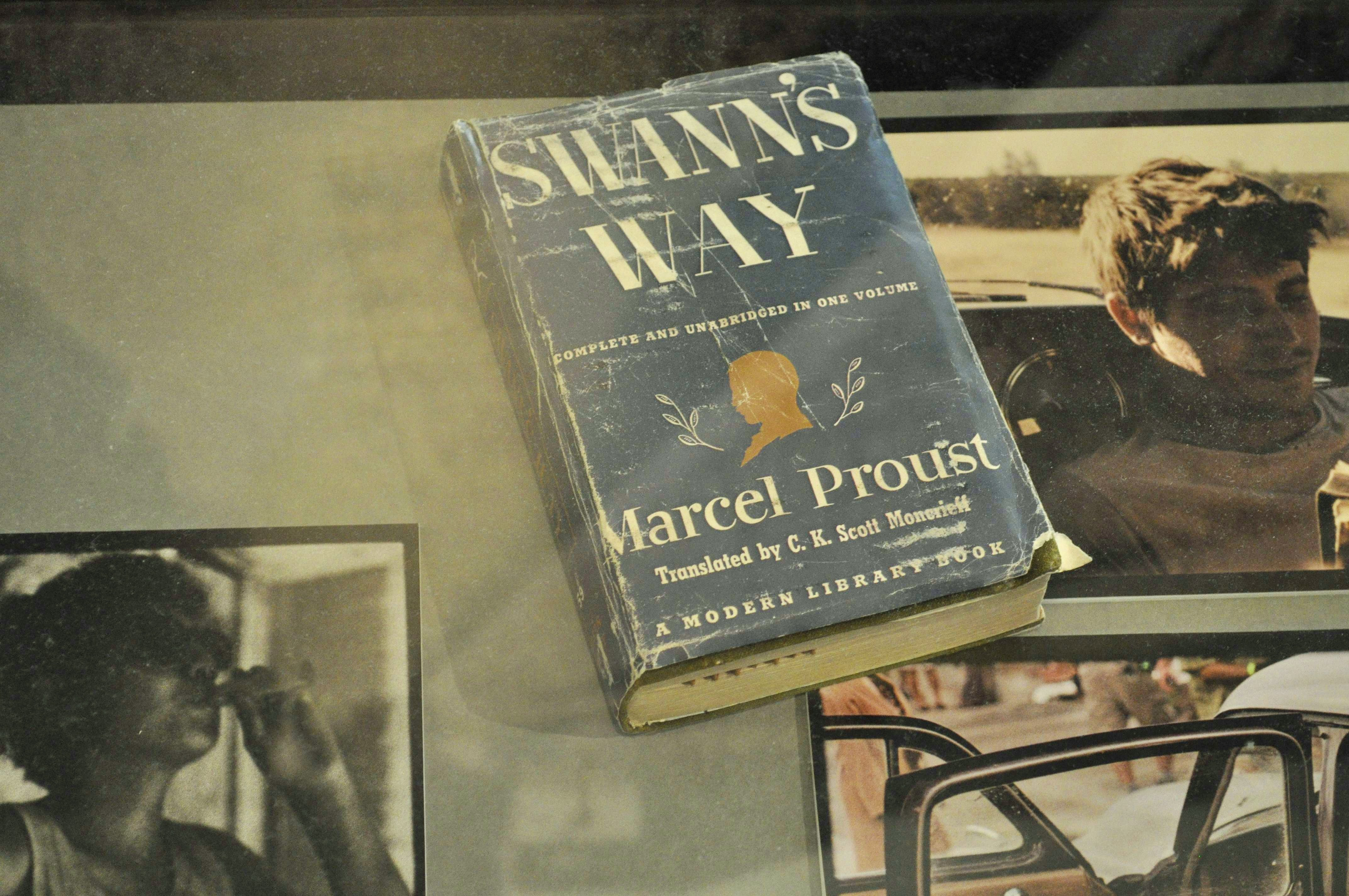
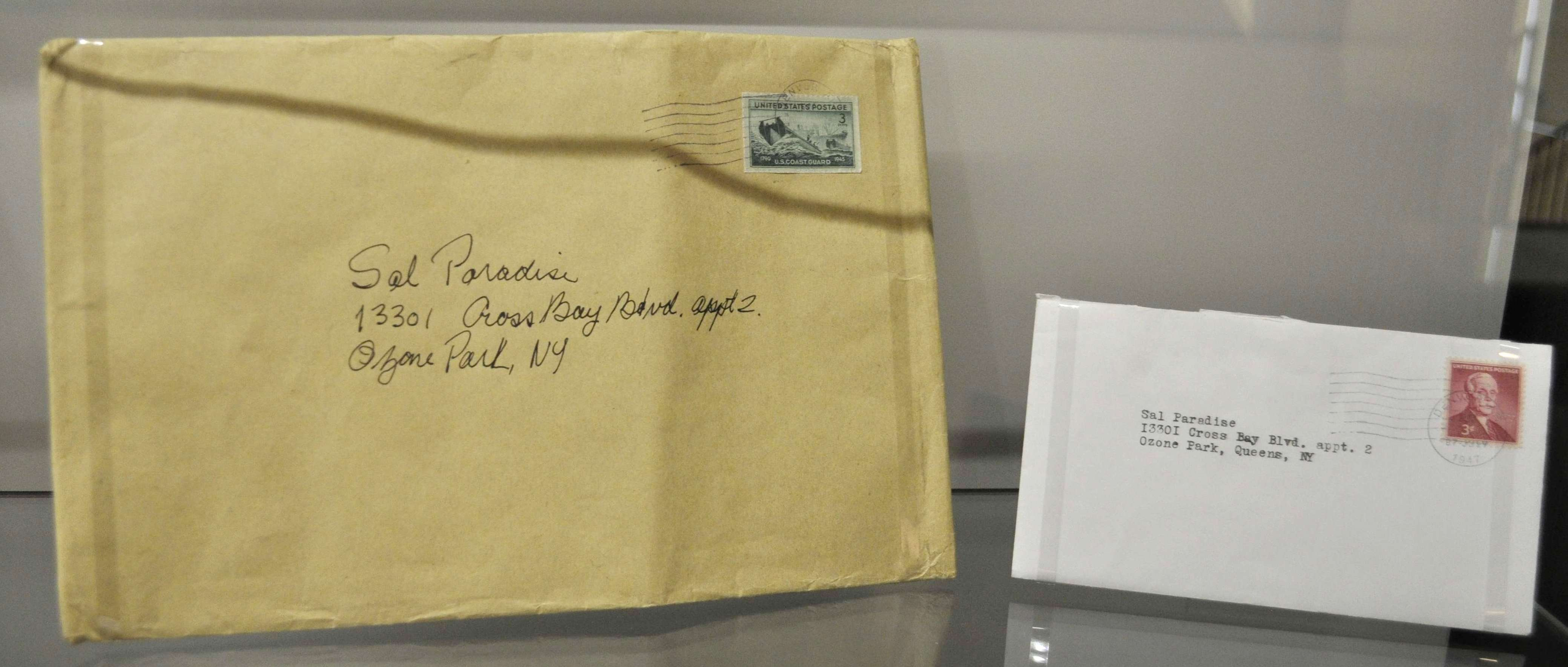
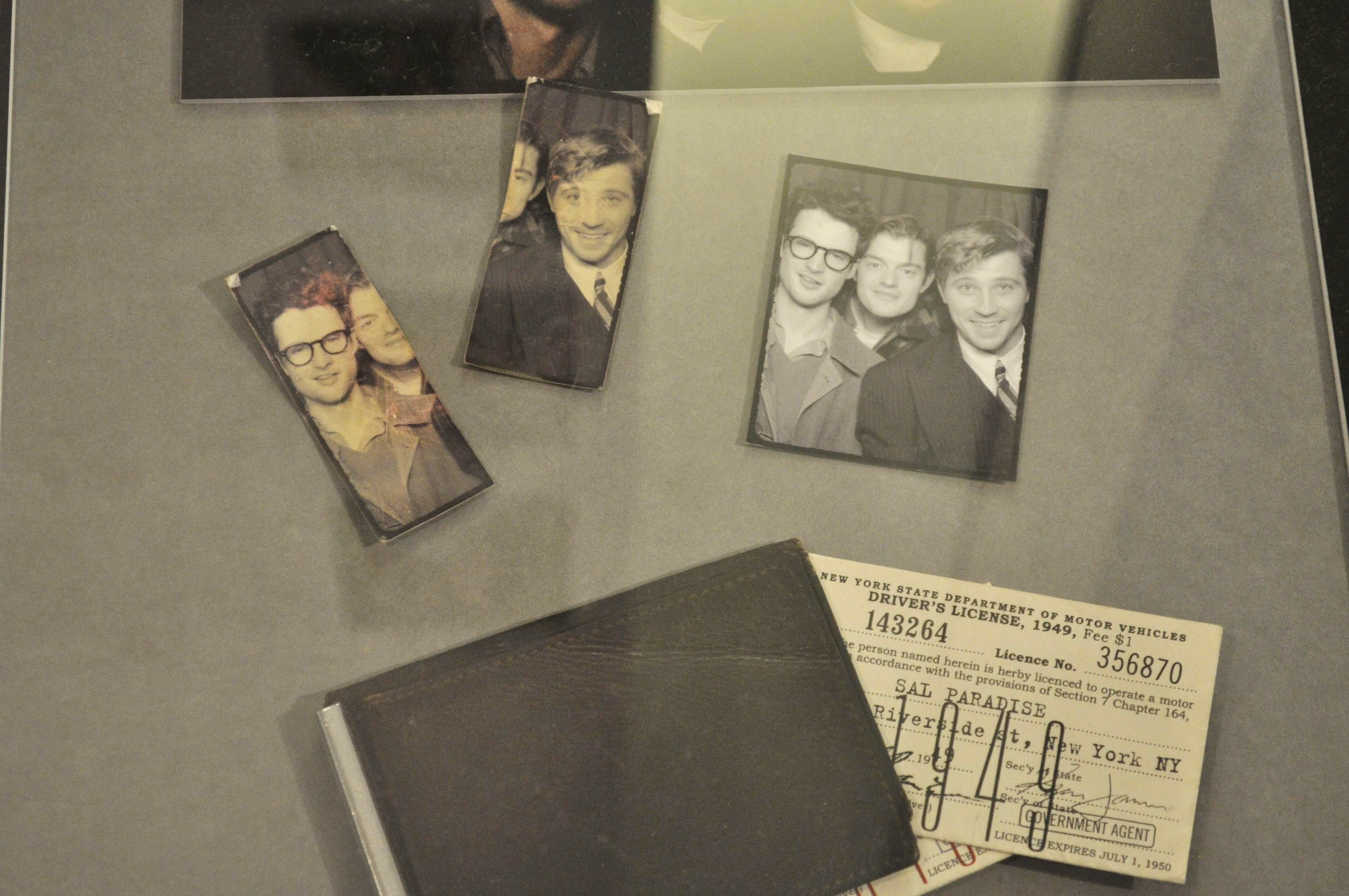
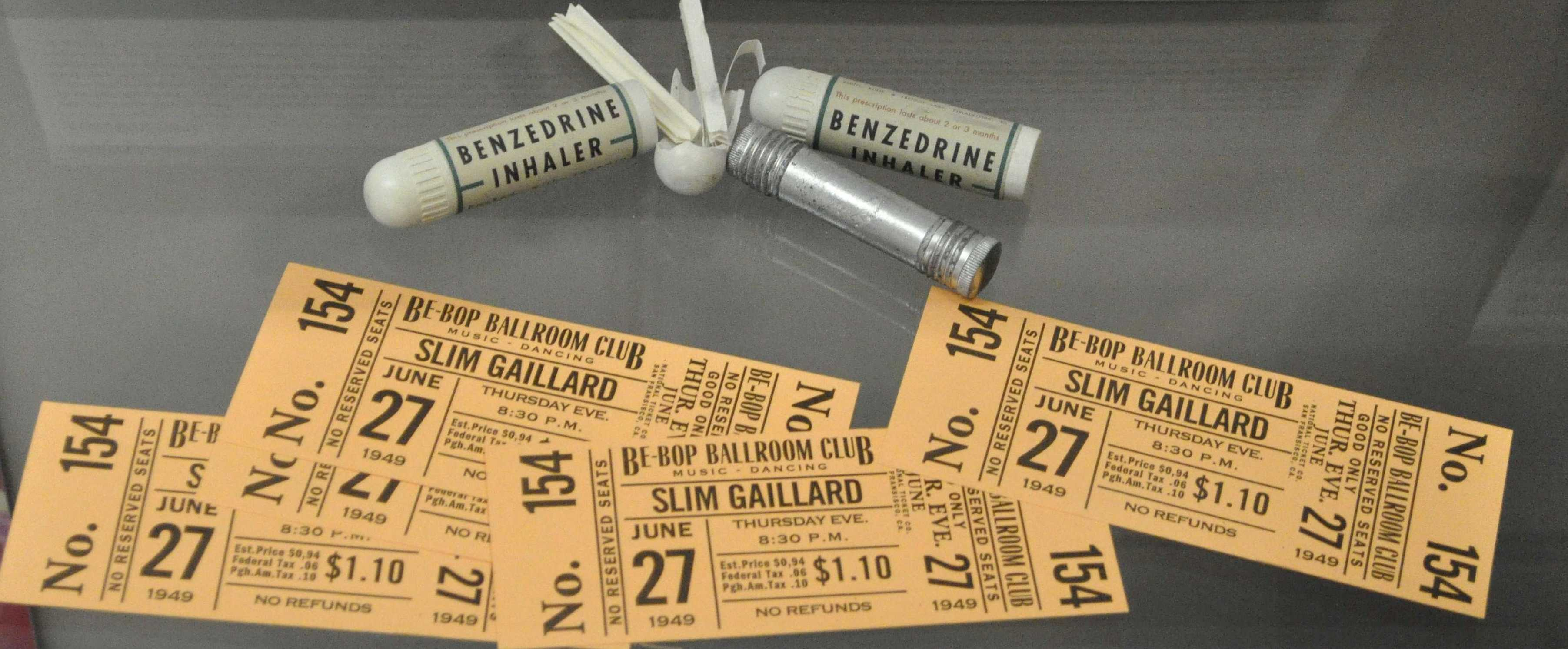

## Analyse